# Cuenca Lechera
Cuenca Lechera är en ort i Mexiko.   Den ligger i kommunen Playas de Rosarito och delstaten Baja California, i den nordvästra delen av landet, 2 300 km nordväst om huvudstaden Mexico City. Cuenca Lechera ligger 55 meter över havet och antalet invånare är 270.
Terrängen runt Cuenca Lechera är huvudsakligen kuperad, men åt nordväst är den platt. Havet är nära Cuenca Lechera åt sydväst. Runt Cuenca Lechera är det tätbefolkat, med 913 invånare per kvadratkilometer. Närmaste större samhälle är Primo Tapia, 3,6 km norr om Cuenca Lechera. Omgivningarna runt Cuenca Lechera är i huvudsak ett öppet busklandskap.